# Chrysopa mindanensis
Chrysopa mindanensis is een insect uit de familie van de gaasvliegen (Chrysopidae), die tot de orde netvleugeligen (Neuroptera) behoort. 
Chrysopa mindanensis is voor het eerst wetenschappelijk beschreven door Banks in 1937.